# Kristoffer Zetterstrand
Kristoffer Zetterstrand (* 27. September 1973 in Stockholm) ist ein schwedischer Künstler. Er studierte an der Royal University College of Fine Arts in Stockholm und der Facultad de Bellas Artes in Madrid. Er arbeitet auf eine klassische Weise, aber seine Werke werden oft auch von Kunstgeschichte, verpixelter Computergrafik und 3D-Welten beeinflusst. Seine Debüt-Ausstellung 2002 bestand aus Bildern basierend auf dem Egoshooter Counter-Strike. Seine Bilder basieren oft auf virtuellen Stillleben und Szenographien, die mit 3D-Software modelliert wurden. Er wird von der Peter Bergman Galerie in Stockholm vertreten. 2008 empfing er den IASPIS Künstler in Residenz Preis. Einige seiner Bilder befinden sich in dem Computerspiel Minecraft, da seine Schwester Elin mit Markus Persson, dem Erfinder und ehemaligen Hauptentwicklers des Spiels, verheiratet war.

## Bildergalerie

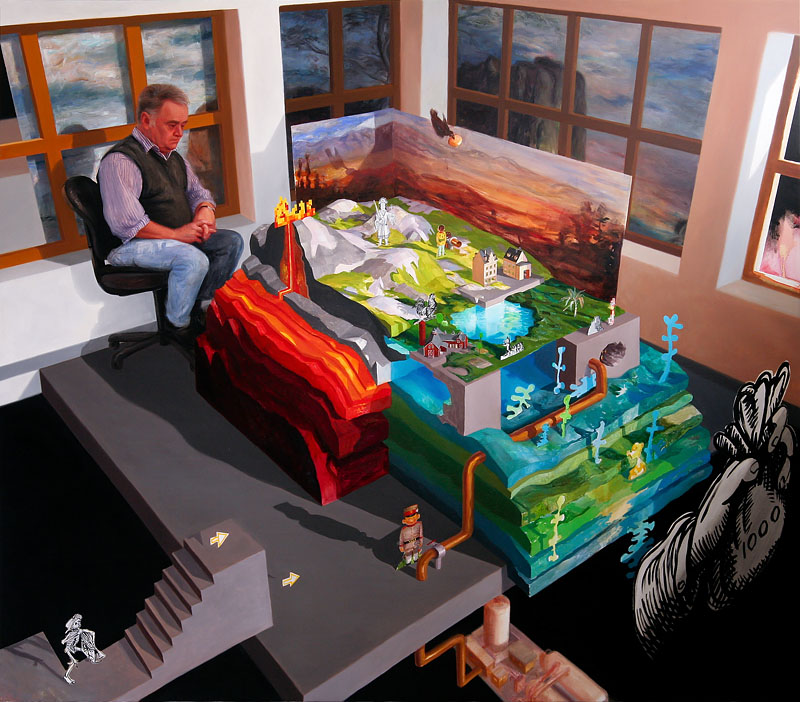
The game, 2009
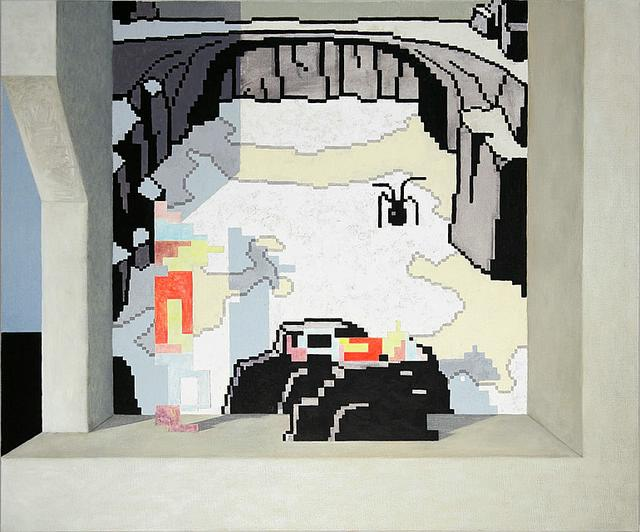
The stage is set, 2006
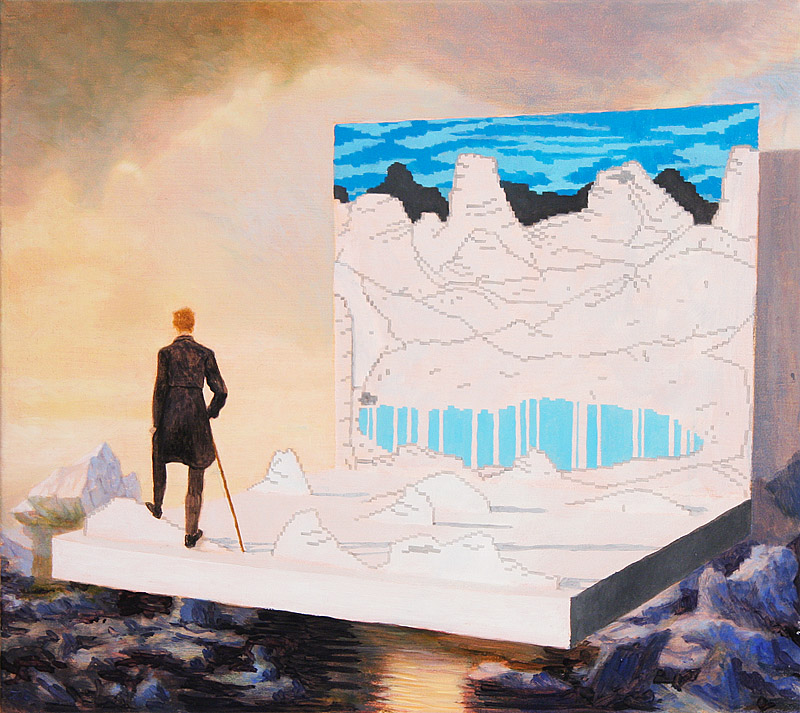
Wanderer, 2008
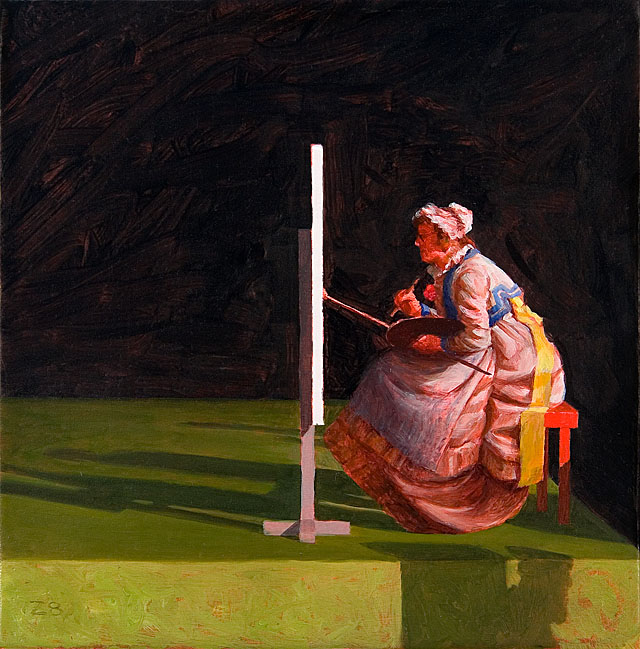
The master, 2008
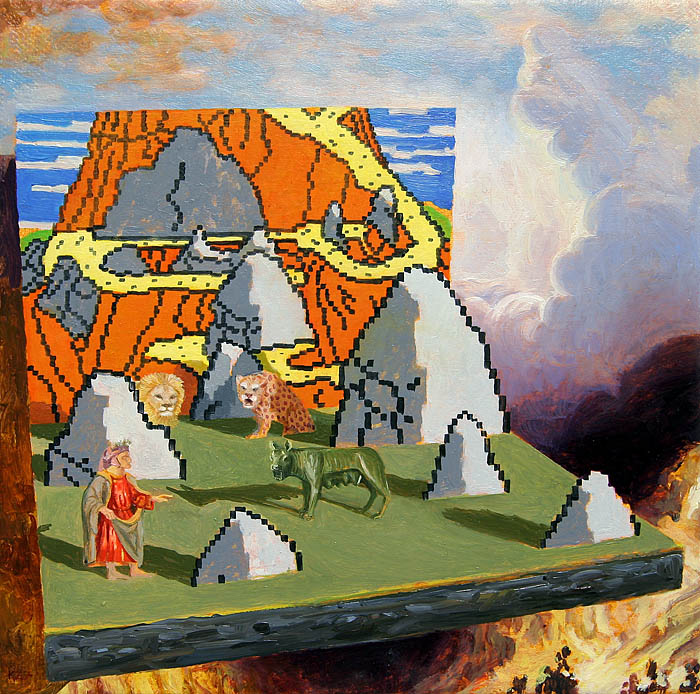
Dante and the three beasts, 2007
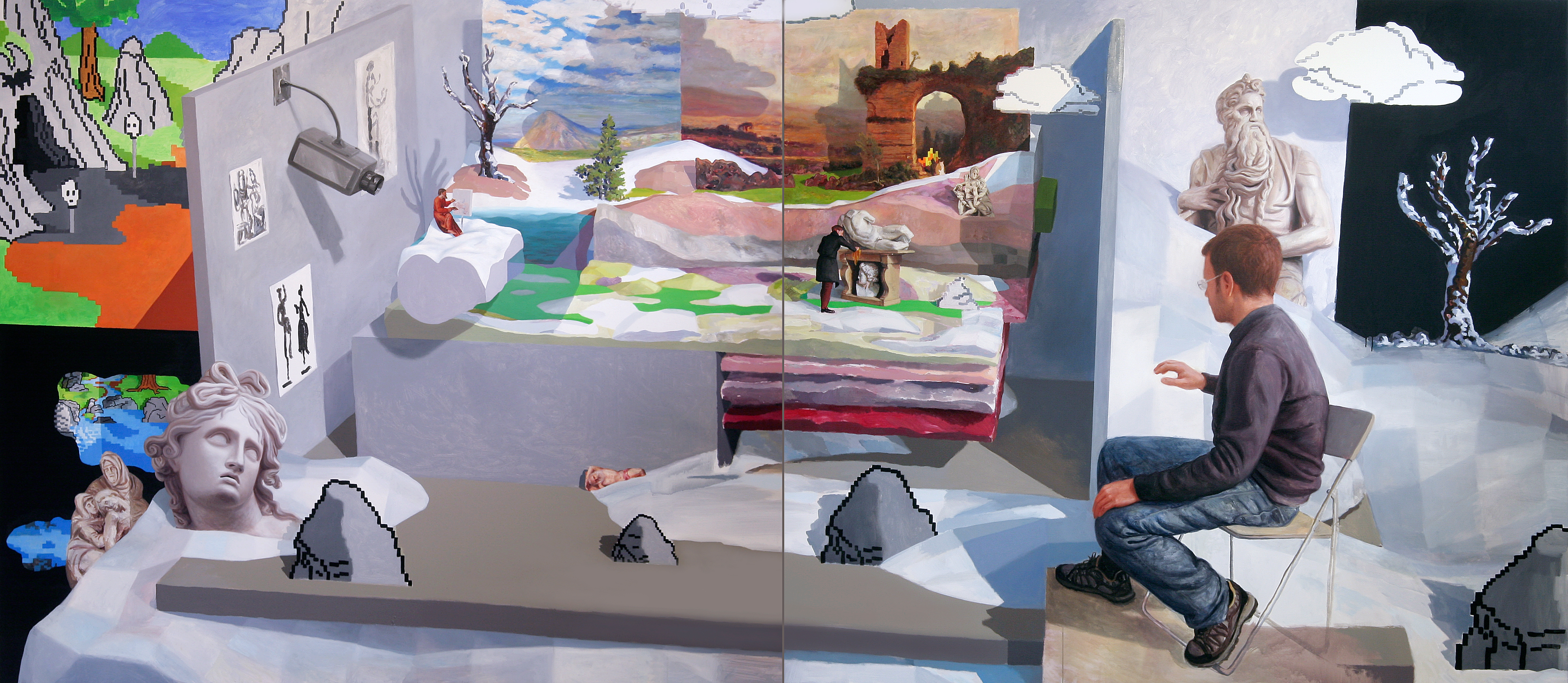
Thawing, 2008
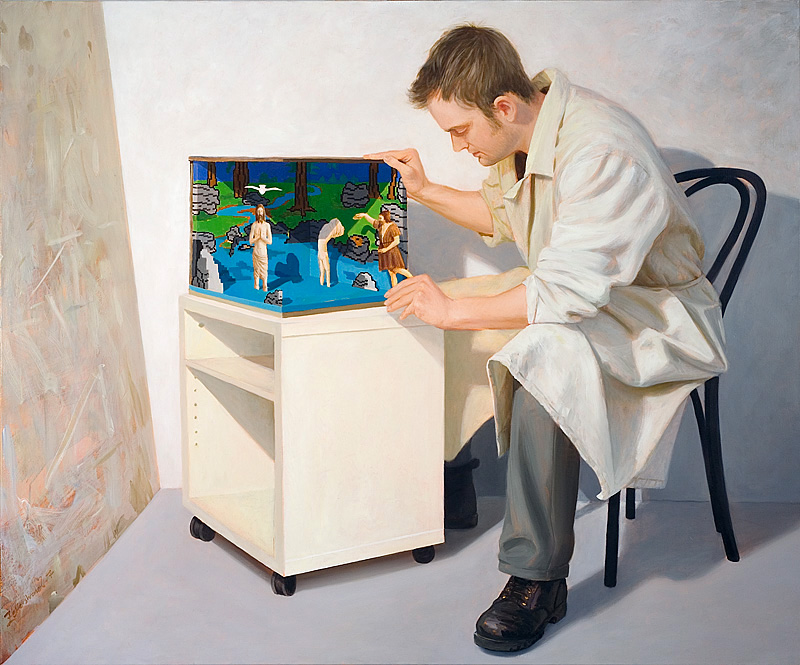
Artist and still life, 2007
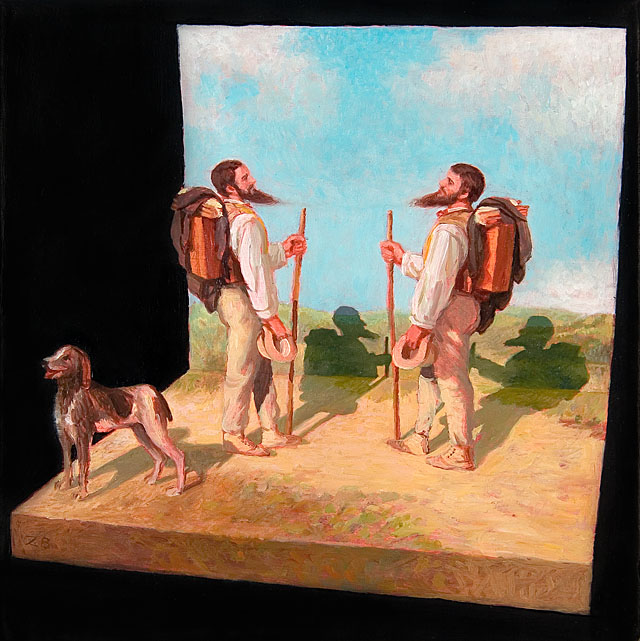
Bonjour Monsieur Courbet, 2008
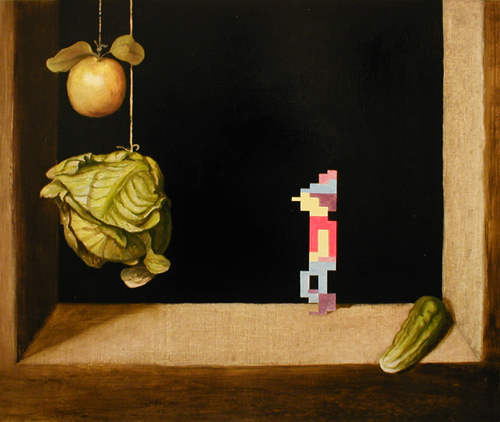
Graham, 2003